# ابراهیم‌آباد (بجستان)
ابراهیم‌آباد، روستایی از توابع بخش یونسی شهرستان بجستان در استان خراسان رضوی ایران است.

## جمعیت
این روستا در دهستان سردق قرار داشته و براساس سرشماری مرکز آمار ایران در سال ۱۳۹۰، جمعیت آن ۷۰ نفر (۱۹ خانوار) بوده‌است.